# Into the Groove
"Into the Groove"  é uma canção da cantora estadunidense Madonna, incluída no filme Desperately Seeking Susan (1985). Escrita e produzida por Madonna e Stephen Bray, a principal inspiração por trás da canção foi a pista de dança; a cantora escreveu-a enquanto assistiu um homem latino-americano pelo qual ela estava atraída. Sua instrumentação conta com sintetizadores e baterias eletrônicas, com a voz de Madonna sendo rastreada no refrão. Insinuações e tons sexuais estão presentes ao longo da letra, que é escrita como um convite para dançar com a cantora. Originalmente escrita para seu amigo Mark Kamins, Madonna posteriormente decidiu utilizar no filme, haja vista que uma das cenas precisava de uma canção dançante. Foi posteriormente adicionada à reedição internacional de seu segundo álbum de estúdio, Like a Virgin (1984), e remixada para suas compilações You Can Dance (1987), The Immaculate Collection (1990) e Finally Enough Love: 50 Number Ones (2022).
Warner Bros. Records não deu à "Into the Groove" um lançamento oficial nos Estados Unidos, fazendo com que a canção se tornasse inelegível para figurar na Billboard Hot 100. Foi apenas lançada como lado B do single de 12 polegadas de "Angel", terceiro single de Like a Virgin, e alcançou o primeiro lugar da tabela Hot Dance Singles Sales. No Reino Unido, "Into the Groove" foi lançada em 15 de julho de 1985 e tornou-se o primeiro número um de Madonna na região, bem como seu single mais vendido. Também conquistou sucesso pela Europa, atingindo o topo das tabelas da Áustria, Irlanda, Itália e Países Baixos. Criticamente aclamada desde seu lançamento, "Into the Groove" foi votada como o melhor single dançante da década de 1980 em uma enquete da Billboard, e foi citada por múltiplas publicações como o melhor single de Madonna.
Apesar de não ter sido gravado um videoclipe oficial, uma compilações composta por cenas de Desperately Seeking Susan foi criada para acompanhar o lançamento e recebeu grande rotação na MTV. Madonna apresentou "Into the Groove" em sete de suas turnês, a mais recente sendo a The Celebration Tour (2023-2024). Ao longo dos anos, vários artistas fizeram covers e utilizaram samples da canção, notavelmente a cantora australiana Dannii Minogue, que lançou um mashup de "Into the Groove" e seu single "Don't Wanna Lose This Feeling" (2003).

## Antecedentes
"Into the Groove" foi escrita e produzida por Madonna e seu então namorado Stephen Bray. A cantora havia inicialmente escrito a música para seu amigo Mark Kamins, Chyne, e gravado uma demo que Kamins pretendia modificar posteriormente. No entanto, Madonna acreditava que a música seria mais adequada para seu filme Desperately Seeking Susan, e a gravou com Bray para a trilha sonora do filme. Quando Kamins descobriu, ele ficou furioso por Madonna não ter informado que ela usaria a música para o filme. A cantora respondeu: "Sou durona, sou ambiciosa e sei exatamente o que quero. Se isso me faz mal, tudo bem". "Into the Groove" finalmente não apareceu no álbum da trilha sonora do filme, mas foi lançado na reedição mundial de 1985 do segundo álbum de estúdio de Madonna,  Like a Virgin (1984).. Durante uma entrevista com a Time, Madonna disse que escreveu a música enquanto assistia a um garoto latino do outro lado da varanda. Descrevendo a música como "idiota", Madonna explicou ainda:

Quando eu estava escrevendo, eu estava sentado no quarto andar da Avenue-B, e havia um garoto porto-riquenho lindo sentado ao meu lado com o qual eu queria sair com um namorado e só queria a música acabou. Eu finalmente saí com ele e a música terminou pouco antes do meu último encontro com ele, e eu estou feliz por não ter continuado ... A pista de dança era um lugar mágico para mim. Comecei querendo ser dançarina, então isso tinha muito a ver com a música. A liberdade que sempre sinto quando estou dançando, aquela sensação de habitar seu corpo, de me deixar ir, de me expressar através da música. Eu sempre pensei nisso como um lugar mágico – mesmo que você não esteja tomando Ecstasy. Daí isso veio a mim como a principal inspiração para 'Into the Groove'.

"Into the Groove" tinha um videoclipe, composto por clipes do filme, com as letras muitas vezes combinando com as imagens. Doug Dowdle, da Parallax Productions, uma empresa que foi pioneira em videoclipes durante a década de 1980, criou este vídeo a partir de imagens editadas do filme, dirigidas por Susan Seidelman. Isso foi feito porque já havia cinco vídeos de Madonna em rotação na MTV, e a Warner Bros. não queria que o público estivesse saturado com nenhum novo vídeo. Por isso, eles decidiram usar as fotos do filme e fizeram um videoclipe. Durante uma entrevista em 2009 com a Rolling Stone, Madonna comentou: "'Into the Groove' é outra música que sinto atraso no canto, mas todo mundo parece gostar".

## Gravação
Madonna e Bray começaram a regravação e mudaram parte da letra. Bray comentou nas sessões de gravação como: "Eu sempre meio que costurei a caixa torácica e o esqueleto da música  – ela está lá para as últimas coisas, como as sobrancelhas e o corte de cabelo [letras]. Ela escreve em um fluxo de humor realmente". "Into the Groove" foi gravado no Sigma Sound Studios. A amiga de Madonna, Erika Belle, esteve presente durante a gravação e assistiu todo o processo. Na biografia de Andrew Morton, Madonna, ela observou que em um ponto da gravação, Bray estava enfrentando dificuldades com a ponte da música, como a melodia o pensamento dele não estava sincronizado com o resto da composição. Sem se deixar abalar pelas dificuldades óbvias, Madonna aproximou-se do microfone e cantou as palavras "Viva sua fantasia aqui comigo". O problema de Bray foi resolvido; Belle lembrou-se da experiência como: "[A música] parecia sair dela, fiquei impressionado".
Madonna reformulou a música em 2003 e desenvolveu um remix chamado "Into the Hollywood Groove", que substituiu o primeiro verso de "Into the Groove" pelo primeiro verso do single de Madonna "Hollywood" (2003). A letra do refrão também foi ligeiramente alterada e contou com um rap de Missy Elliott. Esta versão da música foi usada em um comercial da Gap no verão de 2003, com Madonna e Elliot usando jeans Gap. Outra versão remix foi criada por Josh Harris e Omar Galeano como "The Passengerz" e foi incluída no álbum de remisturas de Madonna, Remixed & Revisited (2003).

## Composição
"Into the Groove" começa com uma introdução em prosa de Madonna, seguida pelo som de percussão e uma linha de baixo sintetizada. Então, no refrão, a voz da cantora é acompanhada por um eco e os agudos aumentam da mesma forma. Além disso, há uma linha de sintetizadores opostos ao ritmo principal, que adiciona contraste.. Na ponte, onde Madonna canta a frase "Viva sua fantasia", sua voz é apreciada com um registro mais grave em comparação com as principais vozes. De acordo com a partitura publicada no Musicnotes.com por Alfred Publishing Co. Inc., a música é definida como um compasso de 4/4 e é interpretado em um ritmo médio de 116 batidas por minuto. É composto na clave de mi♭ maior e o vocal de Madonna se estende desde a nota alta nota aguda dó4 a grave ré5. Em seguida, segue uma progressão harmônica de dó menor7–si♭/dó–dó menor7–lá♭7
A música foi remixada por Shep Pettibone para o álbum You Can Dance (1987). Esta versão possui overdubs com repetições contínuas da frase c'mon. O primeiro verso não começa até depois de 90 segundos do remix. Depois de cantar a primeira linha "Agora eu sei que você é minha"- não é uma percussão intermediária e frases são repetidas step to the beat e c'mon. O último verso incorpora vozes com ecos, com uma sobreposição de frases. As extremidades da canção com uma instrumentação de congas, assobios e tímpanos dando um estilo semelhante à música mexicana. Pettibone, juntamente com o produtor Goh Hotoda, remixou a música para o álbum de compilação  The Immaculate Collection (1990).
As letras são simples e compostas como um convite para dançar com a cantora, com insinuações sexuais e nuances de duplo sentido. Semelhante ao single anterior de Madonna, "Like a Virgin" , a música apresenta um gancho lírico voltado para mulheres tímidas. A linha "À noite, tranco a porta para que ninguém mais possa ver" — implicava que Madonna não era tão agressiva quanto sugeria sua imagem. Segundo o escritor Clive Barker, os nostálgicos reconhecem instantaneamente a letra da música nas boates. Ele acrescentou que o verso "Somente quando estou dançando, posso me sentir livre" — expressa a liberdade proporcionada por uma faixa de dança e a felicidade de encontrar liberdade na música. Na linha "Viva sua fantasia aqui comigo" —, Barker acredita que existe uma notação pneumática que obscurece os limites da realidade e se aproxima do mundo da fantasia.

## Análise da crítica

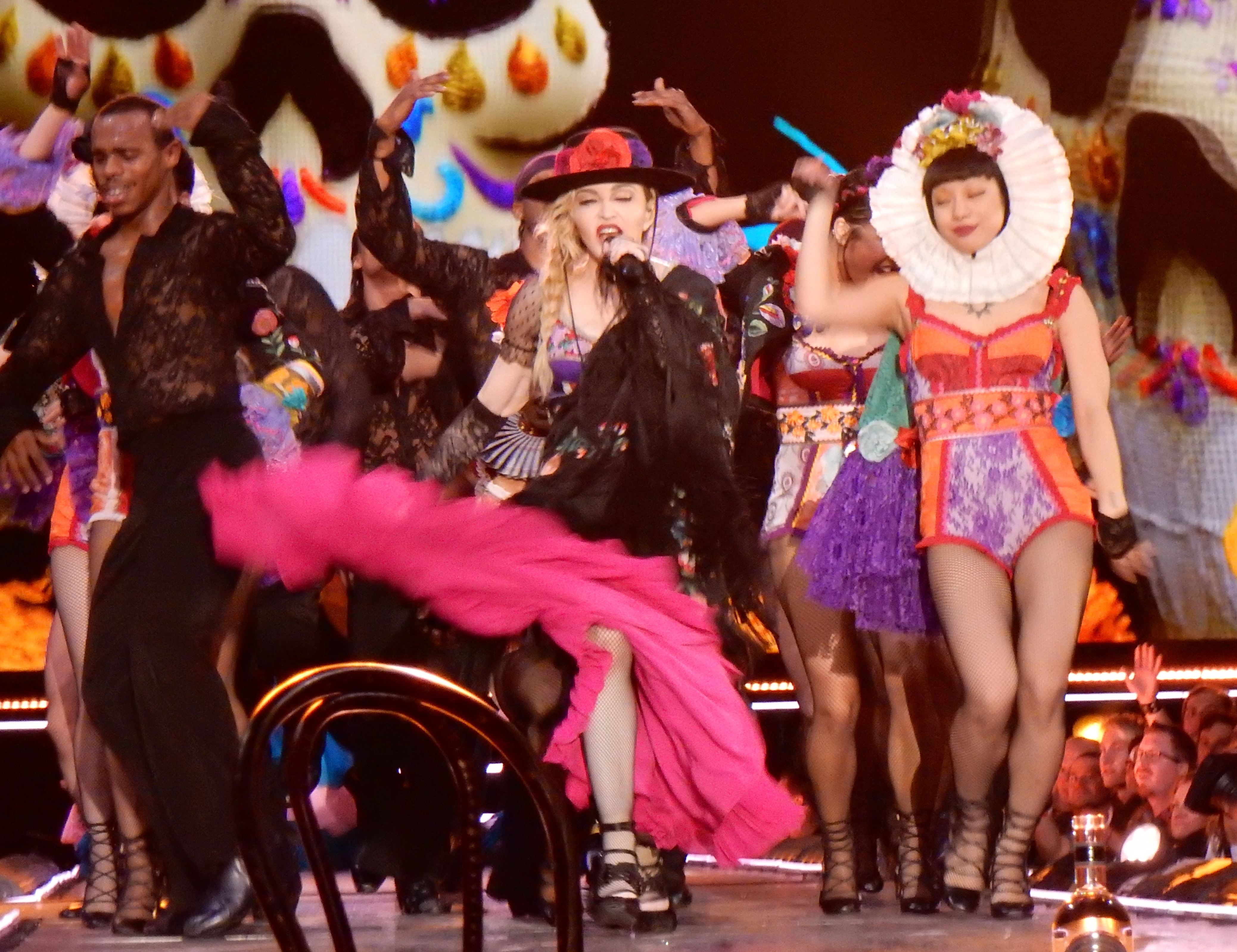
Madonna interpretando o medley de "Dress You Up", "Into the Groove" e "Lucky Star" na Rebel Heart Tour.

Desde o seu lançamento, "Into the Groove" recebeu elogios da crítica. J. Randy Taraborrelli, autor de Madonna: An Intimate Biography, disse que a música demonstra a capacidade de Madonna de criar dance music infecciosa. Rikky Rooksby, autora de Madonna: the complete guide to her music, disse que "'Into the Groove' fará você se sentir como um vencedor de qualquer maneira. E essa é uma das melhores coisas que a música pop pode fazer por você". [É] o primeiro grande single de Madonna". Clive Barker e Simon Trussler, autores do New Theatre Quarterly, sentiram que a música era o primeiro hino de discoteca da década de 1980.
Toby Cresswell, autor de 1001 Songs: The Great Songs of All Time and the Artists, Stories and Secrets, disse que a música é uma "doce e limitada melodia branca no topo, e há Madonna  – toda a chique da loja certa  – arrastando o mundo direto para este paraíso subterrâneo. Toda a magia dos anos 80 está bem aqui". Matthew Rettenmund , autor de Totally Awesome 80s: A Lexicon of the Music, Videos, Movies, TV Shows, Stars, and Trends of that Decadent Decade, declarou "Into the Groove" como a música definitiva dos anos 80 e sentiu que era "cimentou o lugar de Madonna como a rainha da época". Dawn Keetley e John Pettigrew, autores de Public Women, Public Words: A Documentary History of American Feminism:, chamou de "música tema hipnotizante".
Santiago Fouz-Hernández e Freya Jarman-Ivens, autores dos Madonna's drowned worlds: new approaches to her cultural transformations, comentaram que a música "ele brincou de brincadeira". Sal Cinquemani, da Slant Magazine, classificou-o em 29 na lista das "100 Maiores Músicas de Dance". Ele comentou: "É difícil imaginar a mulher mais famosa do mundo dançando sozinha em seu quarto à noite, trancando as portas para que 'ninguém mais possa ver' '(como ela canta no 'Groove'), mesmo há 20 anos, mas você não pode deixar de acreditar nela. A música - e a performance de Madonna — são boas". Alfred Soto, da Stylus, comentou que "'Into the Groove' em si é tanto a realização de desejos quanto 'Crazy For You'. Austin Scaggs, da Rolling Stone, comentou que a música tinha "uma linha de baixo incrível".
No final da década de 1980, "Into the Groove" foi homenageado pela revista Billboard como o "single de dance da década". Em 2003, os fãs de Madonna foram convidados a votar nos seus vinte e cinco singles de todos os tempos de Madonna pela revista Q; "Into the Groove" foi alocado no número três. Em 2009, a música foi classificada em noventa na lista da revista Blender; "As 500 Maiores Músicas desde que você nasceu". A Billboard classificou o número de música de três em uma lista de top 15 melhores músicas de Madonna de 2015, chamando-lhe "a faixa de boate de Madonna". Em 2015, a música foi votada pelo público britânico como a 19ª favorita do país em 1980 e a número um em uma pesquisa da ITV. A Pitchfork Media nomeou "Into the Groove" como a 17ª melhor música dos anos 80.

## Apresentações ao vivo

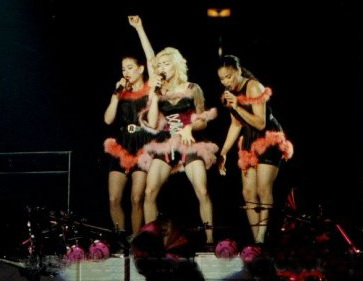
Madonna e suas dançarinas Donna DeLory (esquerda) e Niki Haris (direita) "Into the Groove" durante a turnê Blond Ambition World Tour de 1990.

"Into the Groove" foi apresentada como a terceira música durante a The Virgin Tour em 1985. Madonna usava uma blusa transparente azul, revelando seu característico sutiã preto. Ela usava perneiras rendadas e crucifixos em volta da orelha e do pescoço. O cabelo dela estava preso no topo e caía de maneira desgrenhada ao redor das orelhas. Ela tinha um pandeiro na mão como seus dois dançarinos, e juntos eles cantaram a música em pé na frente de um microfone, em conjunto. A performance foi incluída no vídeo intitulado Madonna Live: The Virgin Tour, filmado em Detroit. Ela também a apresentou em seu concerto Live Aid em 13 de julho de 1985.
Na turnê mundial Who's That Girl, de 1987, "Into the Groove" foi a penúltima música antes do bis. A roupa que ela usava durante a performance foi inspirada no artista Andy Warhol. Consistia em uma calça folgada com uma lata de sopa de Campbell ao lado, a letra U na frente e a palavra DANÇA atrás; foi projetado para que, quando ela se voltasse, o público pudesse ler 'U [Can] Dance]'. No meio de seu canto, um garoto se juntou a ela no palco para dançar ao lado. Madonna usava uma jaqueta bolero rosa. No final, ela se junta a seus cantores e dançarinos de apoio. Juntos, eles fazem uma reverência ao público e terminam a apresentação. Who's That Girl – Live in Japan, filmado em Tóquio em 22 de junho de 1987, and Ciao Italia: Live from Italy, filmado em Turim em 4 de setembro de 1987.
Três anos depois, na Blond Ambition World Tour, "Into the Groove" foi novamente apresentado antes do bis. Madonna, suas cantoras Niki Haris e Donna De Lory, foram retratadas como sendo seduzidas por três machões em jaquetas de couro. As meninas pediram aos rapazes que "provassem seu amor por eles" e se perguntaram se usariam camisinha quando necessário. Depois disso, eles cantam o remix estendido de Shep Pettibone de "Into The Groove". Duas performances diferentes foram gravadas e lançadas no vídeo, Blond Ambition – Japan Tour 90, gravado em Yokohama em 27 de abril de 1990, e a Blond Ambition World Tour Live, gravado em Nice, França, em 5 de agosto de 1990. Na turnê Re-Invention World Tour de 2004, Madonna incluiu a música no início do segmento final, que começou com tocadores de gaita de foles escoceses desfilando pelo palco em kilts e tocando bateria e tubos. Madonna apareceu no palco com kilts longos semelhantes e uma camiseta branca sem mangas para tocar "Into the Groove" com o grupo gaiteiro escocês Lorne Cousin. A rapper Missy Elliott apareceu na tela do vídeo para um interlúdio de rap. A música foi novamente adicionada ao setlist da turnê Sticky & Sweet Tour (2008–09). Elementos de "Toop Toop" da banda Cassius, "Double Dutch Bus" de Frankie Smith, "Apache (Jump On It)" de The Sugarhill Gang e "Jump" da própria Madonna, foram adicionados a performance. "Into the Groove" marcou o início do segundo segmento, intitulado Old School. Começou com Madonna aparecendo no palco em shorts e camiseta, enquanto pulava para uma estação de DJ. Ela começou a cantar a música enquanto personagens de desenho animado do falecido artista e amigo de Madonna, Keith Haring, dança nos cenários. Perto do final da música, Madonna realizou um interlúdio de dança Double Dutch. Em 2015, "Into the Groove" foi incluído no set list da Rebel Heart Tour, realizada em um medley estilo flamenco com "Dress You Up", "Everybody" e "Lucky Star". Durante a sequência, a cantora vestiu um vestido de inspiração latina e cigana, criado por Alessandro Michele da Gucci, composto por xale, chapéu de flamenco, renda, saias e roupa de jacquard.

## Versões covers
A música recebeu uma versão cover pela banda de rock alternativo Sonic Youth, sob o pseudônimo de Ciccone Youth, para um single de 1986, e re-intitulada "Into the Groove (y)"; esta gravação também aparece no lançamento de 1988, The Whitey Album. Dale Bozzio, ex-vocalista da banda de new wave Missing Persons, regravou a música no álbum de tributo a Madonna Virgin Voices: A Tribute To Madonna, vol. 2 de 2000. O cantor pop alternativo Jeremy Jay fez um cover da música em 2007; também foi incluído no Through the Wilderness, um álbum de tributo psicodélico-folk a Madonna. O grupo francês de pop/rock Superbus fez um cover de "Into the Groove" para seu álbum de 2002, Aéromusical. Foi o terceiro e último single do álbum.
Em 2003, a música foi combinada com os vocais de "Don't Wanna Lose This Feeling", de Dannii Minogue, o quarto e último single de seu álbum Neon Nights. A instrumentação de "Into the Groove" e uma pequena amostra vocal de Madonna foram adicionadas aos vocais de Minogue, embora o tom de Minogue tenha sido alterado para se ajustar ao ritmo da música. Em 1985 e 2017, a cantora de Hong Kong Anita Mui e Priscilla Chan executaram covers da música em cantonês.

## Lista de faixas e formatos
| CD single alemão, americano e australiano |                                     |         |  |
| N.º                                       | Título                              | Duração |  |
| 1.                                        | "Angel" (Extended Dance Mix)        | 6:13    |  |
| 2.                                        | "Into the Groove" (versão do álbum) | 4:44    |  |

| Single de 7" americano |                                     |         |  |
| N.º                    | Título                              | Duração |  |
| 1.                     | "Into the Groove" (versão do álbum) | 4:44    |  |
| 2.                     | "Shoo-Bee-Doo" (versão do álbum)    | 5:14    |  |

| Single de 7" japonês |                                        |         |  |
| N.º                  | Título                                 | Duração |  |
| 1.                   | "Into the Groove" (versão do álbum)    | 4:44    |  |
| 2.                   | "Physical Attraction" (versão editada) | 3:55    |  |

| Single de 12" europeu |                                     |         |  |
| N.º                   | Título                              | Duração |  |
| 1.                    | "Into the Groove" (versão do álbum) | 4:44    |  |
| 2.                    | "Everybody"                         | 4:52    |  |
| 3.                    | "Shoo-Bee-Doo"                      | 5:16    |  |

| Single promocional de 12" americano de You Can Dance (1987) |                                      |         |  |
| N.º                                                         | Título                               | Duração |  |
| 1.                                                          | "Into the Groove" (versão estendida) | 8:31    |  |
| 2.                                                          | "Into the Groove" (versão dub)       | 6:22    |  |
| 3.                                                          | "Everybody" (versão estendida)       | 7:06    |  |

| CD single alemão (1989) |                                             |         |  |
| N.º                     | Título                                      | Duração |  |
| 1.                      | "Into the Groove" (versão do álbum)         | 4:44    |  |
| 2.                      | "Who's That Girl" (versão estendida)        | 3:58    |  |
| 3.                      | "Causing a Commotion" (Silver Screen Remix) | 4:21    |  |

## Créditos e equipe
- Madonna – escritora, vocal, vocal de apoio
- Stephen Bray –  escritor, produtor
- Shep Pettibone – mixagem de áudio, produção adicional, edição de áudio
- Andy Wallace – engenharia de remix
- The Latin Rascals – edição de áudio
- Herb Ritts – fotografia

Créditos adaptados das notas do álbum Like a Virgin.

## Desempenho comercial
Nos Estados Unidos, devido a problemas semelhantes com "Crazy for You" e "Material Girl" sendo lançados ao mesmo tempo e competindo entre si, foi decidido não lançar "Into the Groove" como um single de 7 "para não competir com "Angel", o terceiro single do Like a Virgin. "Into the Groove" foi finalmente lançado como o lado B do maxi-single de "Angel", portanto, não era permitido entrar na Billboard Hot 100 ou Hot 100 Single Sales. A música estreou no número 40 na tabela do Hot Dance Club Songs, como um lado A duplo com "Angel", na edição de 1º de junho de 1985. Depois de quatro semanas, alcançou o topo da tabela e também alcançou o número 19 na Hot R&B/Hip-Hop Songs. Em 30 de julho de 1985, "Angel / Into the Groove" foi certificado em ouro pela Recording Industry Association of America (RIAA) pela comercialização de um milhão de cópias nos EUA — o requisito para um single ser certificado em ouro antes de 1989. Foi o primeiro single de 12 polegadas a ser certificado em ouro desde o "Double Dutch Bus" (1981) de Frankie Smith. A música foi colocada no número 12 na contagem de final de ano da Hot Dance Singles Sales e vendeu aproximadamente 600.000 cópias no formato de 12"; também alcançou o número um na tabela.
"Into the Groove" estreou no UK Singles Chart no número quatro, no dia 27 de julho de 1985. Chegou ao topo da tabela e permaneceu lá por quatro semanas, e esteve presente por um total de 14 semanas. A música foi o primeiro single número um de Madonna no Reino Unido. Durante sua permanência no número um, o primeiro sucesso de Madonna no Reino Unido "Holiday" ficou na posição número dois. Isso fez dela a primeira artista feminina na história das tabelas do Reino Unido a ocupar as duas primeiras posições da tabela simultaneamente. "Into the Groove" foi certificado ouro pela British Phonographic Industry (BPI) pela distribuição de 500,000 cópias do single. Ele já vendeu 957,000 cópias lá até agosto de 2018 e é a música mais vendida por Madonna no país. A música foi o terceiro single mais vendido no Reino Unido em 1985, atrás de "The Power of Love" , de Jennifer Rush, e "I Know Him So Well", de Elaine Paige e Barbara Dickson. Na Austrália, "Into the Groove" apareceu como um single combinado com "Angel" e alcançou o topo da tabela Kent Music Report. Foi o segundo single mais vendido de 1985 na Austrália. Em toda a Europa, Oceania e África, a música alcançou o topo das tabelas na Bélgica, Espanha, Irlanda, Nova Zelândia Países Baixos e entre os cinco primeiros na França, África do Sul, Alemanha, Noruega, Suécia, Suíça e na tabela European Hot 100 Singles chart. Segundo a revista Music & Media, a música havia vendido cerca de 1,5 milhão de cópias até setembro de 1985.

### Tabelas semanais
| Tabela musical (1985)                 | Melhor posição |
| ------------------------------------- | -------------- |
| Alemanha (GfK Entertainment Charts)   | 3              |
| Austrália (Kent Music Report)         | 1              |
| Bélgica (Ultratop 50 de Flandres)     | 1              |
| Espanha (PROMUSICAE)                  | 1              |
| Estados Unidos (Hot Dance Club Songs) | 1              |
| Estados Unidos (R&B/Hip-Hop Songs)    | 19             |
| Europa (European Hot 100 Singles)     | 2              |
| França (SNEP)                         | 2              |
| Irlanda (IRMA)                        | 1              |
| Islândia (RÚV)                        | 1              |
| Noruega (VG-lista)                    | 4              |
| Nova Zelândia (Recorded Music NZ)     | 1              |
| Países Baixos (Dutch Top 40)          | 4              |
| Países Baixos (Single Top 100)        | 1              |
| Reino Unido (UK Singles Chart)        | 1              |
| Suécia (Sverigetopplistan)            | 3              |
| Suíça (Schweizer Hitparade)           | 2              |

| Tabela musical (1985)                     | Posição |
| ----------------------------------------- | ------- |
| Alemanha (GfK Entertainment Charts)       | 21      |
| Australia (Kent Music Report) com "Angel" | 2       |
| Estados Unidos (Hot Dance Club Songs)     | 12      |
| Nova Zelândia (Recorded Music NZ)         | 4       |
| Países Baixos (Single Top 100)            | 8       |
| Reino Unido (UK Singles Chart)            | 3       |
| Suíça (Schweizer Hitparade)               | 9       |

| Região                                                                                 | Certificação | Vendas     |
| -------------------------------------------------------------------------------------- | ------------ | ---------- |
| Estados Unidos (RIAA)                                                                  | Ouro         | 1,000,000^ |
| França (SNEP)                                                                          | Ouro         | 533,000    |
| Itália (FIMI)                                                                          | Ouro         | 300,000*   |
| Nova Zelândia (RIANZ)                                                                  | Ouro         | 10,000^    |
| Reino Unido (BPI)                                                                      | Platina      | 957,000    |
| *vendas baseadas apenas na certificação ^distribuições baseadas apenas na certificação |              |            |